# Hypogeomys antimena
Hypogeomys antimena é uma espécie de roedor da família Nesomyidae. É a única espécie descrita para o gênero Hypogeomys.
É endêmica de Madagascar, onde pode ser encontrada numa estreita faixa no oeste, entre os rios Tomitsy (ao sul) e Tsiribihina (ao norte).
H. antimena é o parente vivo mais próximo do extinto Hypogeomys australis, um roedor extinto do centro e sudeste de Madagascar.

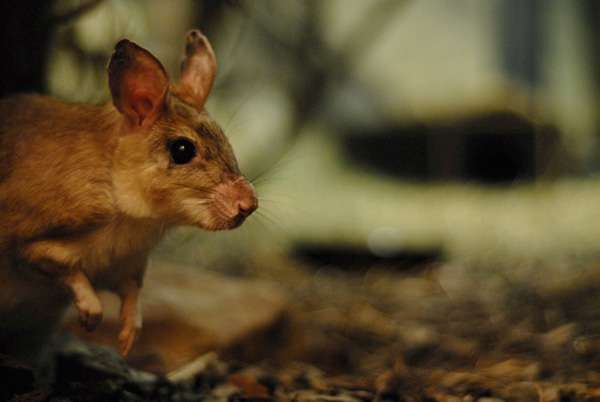